# Puèg-la-ròca
Puèg la Ròca (en francès Puylaroque) és un municipi francès situat al departament de Tarn i Garona i a la regió d'Occitània. Es troba a la regió del Carcí.

## Demografia
| 1962                                       | 1968 | 1975 | 1982 | 1990 | 1999 | 2007 |
| ------------------------------------------ | ---- | ---- | ---- | ---- | ---- | ---- |
| 572                                        | 629  | 606  | 614  | 580  | 576  | 647  |
| Des de 1962: població sense dobles comptes |      |      |      |      |      |      |

## Administració
| Període   | Identitat         | Partit |
| --------- | ----------------- | ------ |
| 2001-2008 | Julien Courdesses |        |
| 2008-     | Pierre Birmes     |        |